# Hékanmè
Hékanmè è un arrondissement del Benin situato nella città di Zè (dipartimento dell'Atlantico) con 9.987 abitanti (dato 2006).